# 姜思睿
姜思睿（？—？），字颛愚（耑愚），一字谓明，浙江宁波府慈谿縣人。明朝政治人物。

## 生平
思睿少孤，事母至孝。天啓四年（1624年）甲子科浙江乡试举人，五年（1625年）联捷乙丑科進士，授中书舍人，改湖广道御史。崇祯四年上陳天下五大弊，皆切中时病，其所言加派之害民心，毒怨得小患，巨与节省无法裁至驿递，递民失所，必将驱而为盗，后盗益起，略如思睿所言。四月管理屯马，六月巡按顺天。四年，帝分命内官往宣大、三边监视，思睿言祖法禁用宦官，不听。已，劾首辅周延儒奸邪，以家人周文为副将，弟素儒为锦衣，叔人瑞为中书，受賕行私诸不法状，请罢斥之。明年，给事魏呈潤、御史李日辅建言被谪。踰月，仝官王績燦疏荐刘宗周、惠世扬、李邦華、张凤翔，下法司擬问。思睿皆抗疏申救之，不听。五年七月，命巡按雲南，濒行自陈万里远辞，百虑交集，窃见当今事势，四方无一宁宇，百姓无一安生，而閣部以阿顺取容，诸司以委蛇自固，讲幄之体貌日亵，言路之纠驳不灵。抚按以案牍为事功，守令以催科为殿最，阃外之抚剿游移靡定，帷中之遥制牵掣不尝，缇骑接踵於道途，冠裳骈跡于狴犴，举朝拯焚救溺之精神，专用之摘抉细微，而以察吏诘戎，予夺大柄，仅付之于二三阉寺，实事不做，做事不实，嘉言不用，用言不嘉，厝火自安，不知变计。悠悠天下，安望有太平之日哉！疏上，旨切责之。雲南时普酋怀异死妻范氏，遂结诸峒反，出扰临安、大理诸郡县，抚镇屡征不克。思睿至，自随数骑抵其峒，抚降之。滇两水，一昆明池，一澂江，皆广二三百里，泓口淤塞，山雨奔涨，久之淹没庐舍及田二百余萬亩。思睿亲行视，先募民修堤外子河，以防暴水。後挖河中积滩，以泄大流。筑洱淙、邢園、白塔等七坝，四月而工成。又以滇咽喉要地，多空隙，未城，新筑城八，其旧土者皆易以砖，民咸赖之。思睿为御史久，再劾辅臣周延儒、成基命，后温体仁私书发，复劾其欺误，与温体仁互相诋毁，夺俸。出视山西河东盐政，为安邑故都御史曹于汴修建讲学书院，公余亲莅书院讲授。雲南、山西两省俱肖像祀之，告假归里，未幾卒。

## 家族
祖父姜国华，嘉靖三十五年进士，官陕西参议。户科给事中姜应麟侄。父姜應徵，舉人，有學行。